# Hierodula obtusata
Hierodula obtusata es una especie de mantis de la familia Mantidae.

## Distribución geográfica
Se encuentra en Sulawesi y Amboina (Indonesia).